# Ramona Bernhard
Ramona Bernhard (* 9. August 1988 in Höchstädt an der Donau) ist ein deutsches Fotomodell.

## Leben
Die Krankenschwester wuchs in Höchstädt an der Donau als jüngstes von 3 Kindern auf.

## Karriere
Durch ihr erstes Fotoshooting im Alter von 16 Jahren fand Ramona Bernhard Freude am Modeln. 2011 folgten dann Fashion-Shows und weitere Shootings für Marken wie Playboy, Harley-Davidson, Kia Motors oder AWG-Modecenter. Darauf wurde sie von einer Modelagentur entdeckt und unter Vertrag genommen. Seitdem gewann das Model den Titel Miss Tourism Germany im Jahr 2014, und erschien zwischen 2015 und 2017 bis zu 21 Mal in 14 Ländern im Playboy, darunter war sie in der deutschen Playboy-Ausgabe als Playmate Miss Mai 2015 zu sehen, danach zierte sie unter anderem das Cover der Oktober-Ausgabe des slowenischen Playboys, die Juli-August-Ausgabe des Griechischen Playboys und die Januar-Ausgabe des deutschen Playboys. Insgesamt wurden ihre Playboy-Fotos bis Mai 2016 in sieben Ländern veröffentlicht.
Weiterhin modelte sie für eine PETA-Kampagne und setzt sich für die Meeresschutzorganisation Sea Shepherd  ein.

## Filmografie
- 2014: mieten, kaufen, wohnen[8]
- 2015: Leck mich, Chef! (YouTube-Serie)[9][10]
- 2016: Bullshit TV (YouTube)
- 2016: 3. Stock links (ARD)[11]